# Serge Masnaghetti
Serge Masnaghetti (nascut el 15 d'abril de 1934) és un antic jugador de futbol professional francès.
Va passar tota la seva carrera professional al Valenciennes FC (llavors conegut com a US Valenciennes-Anzin), i va ser el màxim golejador de l'edició 1962-63 de la lliga francesa, marcant 35 gols.